# بعيد، كم قريب !
بعيد، كم قريب ! هو فيلم من نوع فنتازيا أُصدر في 1993. الفيلم من توزيع سوني بيكتشرز كلاسيك، وهو من إخراج فيم فيندرز، أما السيناريو فكان من كتابة فيم فيندرز وRichard Reitinger ‏ وUlrich Zieger ‏.

## القصة
تقع أحداث الفيلم في برلين.

## طاقم التمثيل
- Yella Rottländer [الإنجليزية]‏
- لاجوس كوفاتش
- برونو غانتس
- Robert Rutman [الإنجليزية]‏
- Gerd Wameling  [لغات أخرى]‏
- كلاوس يورغن شتاينمان  [لغات أخرى]‏
- ويليم دافو
- لو ريد
- ناديا انجل  [لغات أخرى]‏
- رونالد نيتشكه  [لغات أخرى]‏
- ميخائيل غورباتشوف
- سوفاج دومارتين
- Andrzej Pieczyński [الإنجليزية]‏
- بيتر فالك
- هورست بوتشولز
- هاينز رومان
- هانس زيشلر
- اوتو ساندر
- Rüdiger Vogler [الإنجليزية]‏
- Udo Samel [الإنجليزية]‏
- ناستازيا كينسكي
- Günter Meisner [الإنجليزية]‏
- هنري اليكان
- مونيكا هانسن

## الإنتاج
موسيقى الفيلم التصويرية كانت من تأليف لوران بيتيجاند.

## وصلات خارجية
- بعيد، كم قريب ! على موقع IMDb (الإنجليزية)
- بعيد، كم قريب ! على موقع روتن توميتوز (الإنجليزية)
- بعيد، كم قريب ! على موقع نتفليكس (الإنجليزية)
- بعيد، كم قريب ! على موقع ألو سيني (الفرنسية)
- بعيد، كم قريب ! على موقع Turner Classic Movies (الإنجليزية)
- بعيد، كم قريب ! على موقع أول موفي (الإنجليزية)
- بعيد، كم قريب ! على موقع بوكس أوفيس موجو (الإنجليزية)
- بعيد، كم قريب ! على موقع فيلمافينيتي (الإسبانية)
- بعيد، كم قريب ! على موقع قاعدة بيانات الأفلام السويدية (السويدية)
- بعيد، كم قريب ! على موقع قاعدة بيانات الفيلم (الإنجليزية)